# Amoral
Gli Amoral sono stati una band death metal originaria di Helsinki, Finlandia. La loro musica conteneva anche spunti di genere heavy metal, melodic death metal, thrash metal e progressive metal.

## Storia
Gli Amoral si formarono nel 2000 con Varon, Karlsson, Ots, Matti Pitkänen (che fu però presto sostituito da Kalliojärvi) e Ville Sorvali (ex Moonsorrow). Questa formazione degli Amoral pubblicò due demo, "Desolation" e "Other Flesh", prima di pubblicare il primo album.
Gli Amoral firmarono con la Rage of Achilles Records con cui pubblicarono nel 2004 il loro primo album, Wound Creations. Fallita la Rage of Achilles gli Amoral furono ingaggiati dalla Spikefarm, un'importante etichetta finnica. Con questa casa fu ripubblicato l'album Wound Creations con la traccia bonus "Metamorphosis". Il disco ricevette giudizi altamente positivi dalle riviste del genere e gli Amoral poterono perciò iniziare un tour Europeo con i Finntroll e i Naglfar e partecipare al Tuska Open Air Metal Festival 2005, il principale festival heavy metal della Finlandia.
Dopo il tour gli Amoral registrarono l'album Decrowning, pubblicato in Europa nell'ottobre 2005 e in Giappone e negli Stati Uniti nel marzo 2006.  La band, grazie all'incredibile successo, poté sostenere il secondo tour Europeo assieme ai Dark Funeral, ai Naglfar, agli Endstille e agli Asmodeus.
Nel 2017 il gruppo si è sciolto: la loro ultima esibizione si è tenuta il 5 gennaio, a Helsinki.

## Formazione

### Formazione attuale
- Ari Koivunen – voce
- Ben Varon – chitarra
- Masi Hukari – chitarra
- Pekka Johansson – basso
- Juhana Karlsson – batteria

### Ex componenti
- Niko Kalliojärvi – voce
- Matti Pitkänen – voce
- Ville Sorvali – basso
- Silver Ots – chitarra
- Erkki Silvennoinen – basso

## Discografia
Album in studio
- 2004 – Wound Creations
- 2005 – Decrowning
- 2007 – Reptile Ride
- 2009 – Show Your Colors
- 2011 – Beneath
- 2014 – Fallen Leaves & Dead Sparrows
- 2016 – In Sequence

Demo
- 2001 – Desolation
- 2002 – Other Flesh